# Lac souterrain

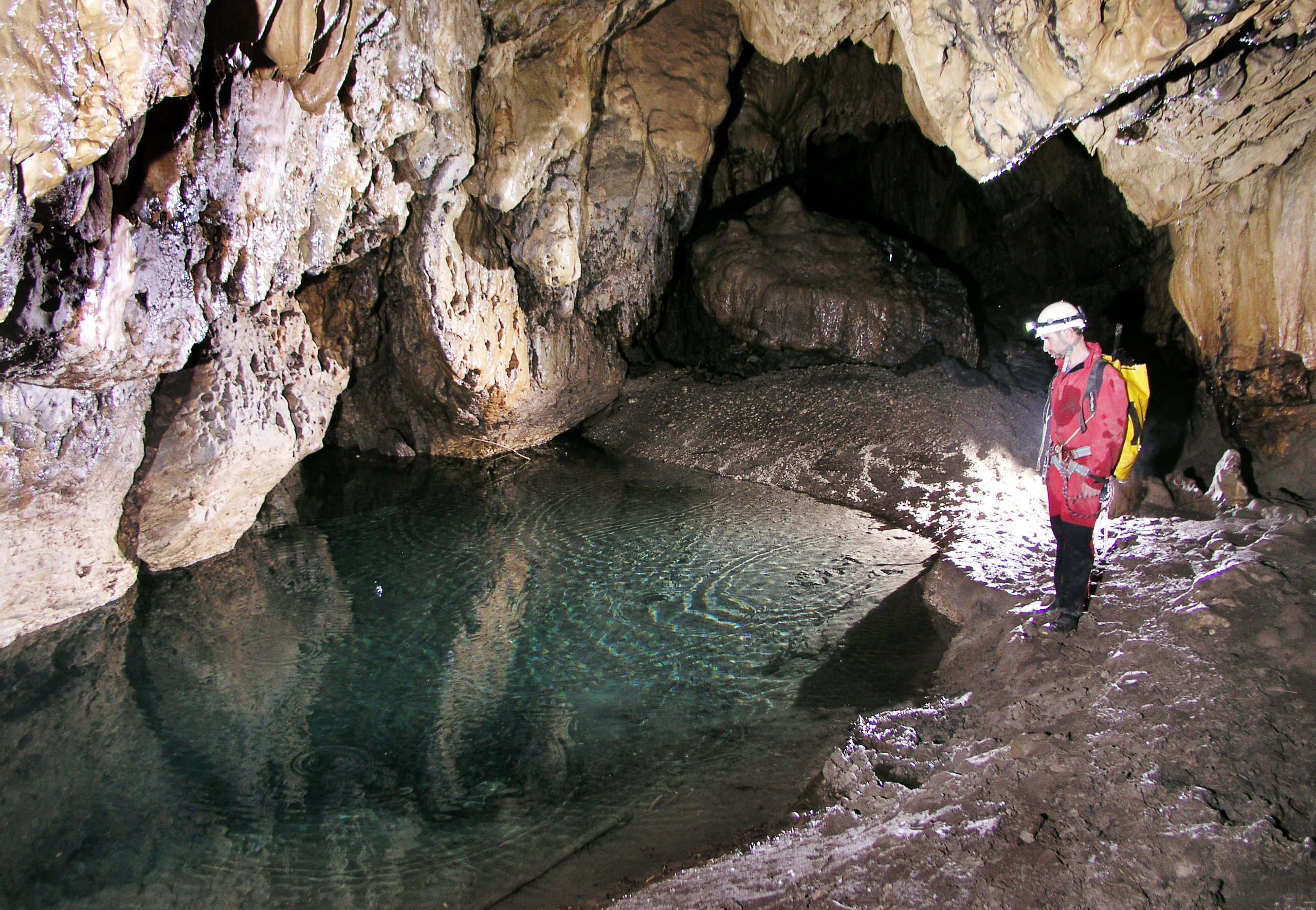
Lac souterrain dans la Cueva Maronal, Santa Fé, Elias Soplin Vargas, Rioja, San Martin, Pérou.

Un lac souterrain est une étendue d'eau située dans une cavité naturelle ou non. On peut trouver des lacs souterrains dans d'anciennes carrières inondées ou encore dans des grottes naturelles dites karstiques.

## Emploi
Il s'agit d'un terme spéléologique emprunté au langage courant qui a une connotation essentiellement descriptive. Toutefois, les dimensions des lacs souterrains sont généralement beaucoup plus réduites que celles des lacs qu'on connaît en surface.
Très tôt dans leurs récits, les explorateurs des grottes ont désigné les étendues d'eau, qui constituaient souvent un obstacle à leur progression, comme des lacs souterrains.

## Quelques exemples
Un des plus grands lacs souterrains connus est le gouffre du Souffle du Dragon, en Namibie. Il couvre une étendue d'environ 2 hectares (5 acres). Le second lac souterrain, par sa surface, est situé dans les cavernes « Craighead Caverns » dans le Tennessee, aux États-Unis.
En Europe, le lac souterrain de Saint-Léonard en Suisse est actuellement un des plus grands lacs souterrains connus.

## Illustrations

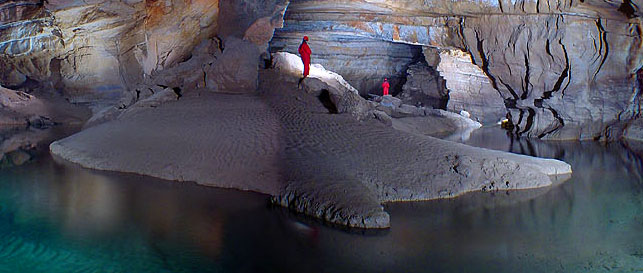
« Île souterraine », dans l'un des 22 lacs de la grotte de Križna en Slovénie.
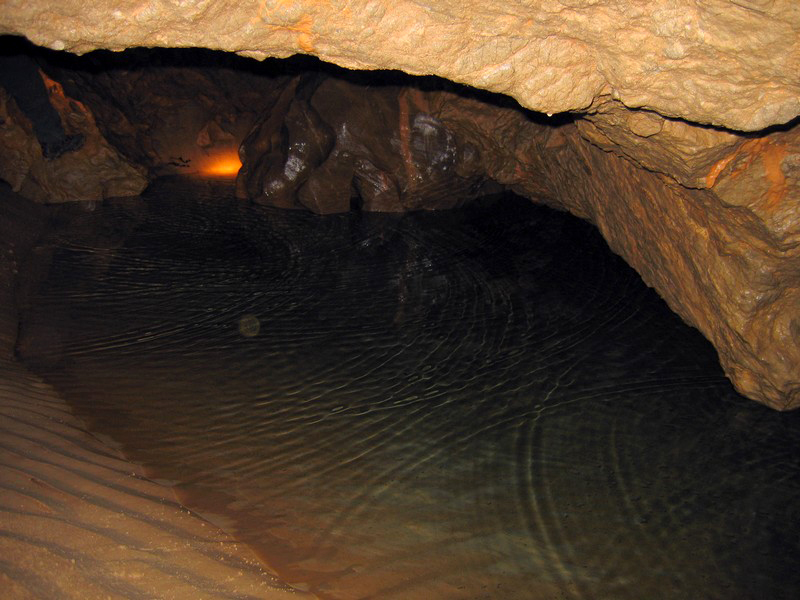
Grotte du Sergent, Saint-Guilhem-le-Désert, Hérault, France.
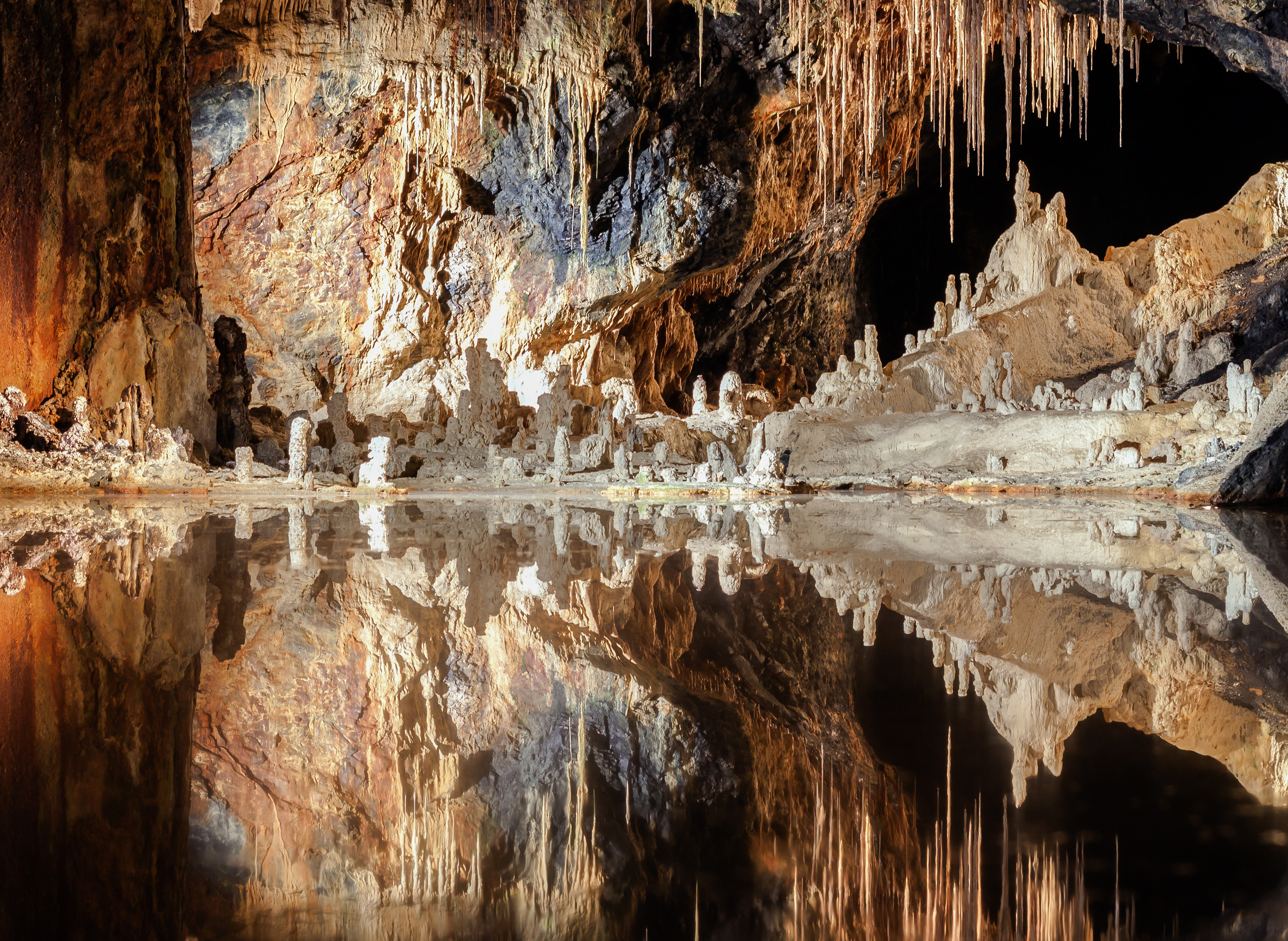
Grotte des Fées de Saalfeld, Thuringe, Allemagne.